# Brunete
Brunete ist eine spanische Gemeinde (municipio) in der Provinz Madrid in der Autonomen Gemeinschaft Madrid. Die Gemeinde zählte auf einer Fläche von 48,94 km² 2024 insgesamt 11.300 Einwohner.

## Lage
Die Gemeinde liegt rund 27,5 km westlich von Madrid an der Kreuzung der Straßen M 501 und M 600.

## Geschichte
Brunete ist durch die Schlacht von Brunete im Spanischen Bürgerkrieg im Juli 1937 bekannt geworden.

## Sehenswürdigkeiten
Brunete besitzt keine herausgehobenen Sehenswürdigkeiten.